# 本田美登里
本田 美登里（ほんだ みどり、1964年11月16日 - ）は、静岡県清水市（現・静岡市清水区）出身の元女子サッカー選手、サッカー指導者。ジュビロ女子サッカースーパーバイザー。静岡SSUボニータ監督。現役時代のポジションはディフェンダー。2007年に女性として初めてJFA 公認S級コーチの資格を取得した。

## 経歴

### 選手時代
小学3年生になった1975年に入江スポーツ少年団でサッカーを始める。清水市立第八中学校、清水市立商業高等学校を経て、国士舘大学体育学部に入学。
大学1年生まで清水第八スポーツクラブに在籍。全日本女子サッカー選手権大会では第2回(1981年)～第5回(1984年)大会の4連覇に貢献した。
1985年に読売サッカークラブ女子ベレーザに移籍。日本女子サッカーリーグ（JLSL）では第1回(1989年)から第4回(1992年)までの間に45試合に出場し、うち第2回から第4回大会でリーグ3連覇と全日本女子サッカー選手権大会の2連覇（第9回(1988年)～第10回(1989年)）に貢献した。
日本女子代表には高校2年生のときに選ばれ、日本女子初の国際試合出場メンバーの一員に。以後10年間で国際Aマッチに43試合出場。第11回アジア競技大会（1990年・北京）では銀メダル獲得に貢献し、翌1991年の第1回女子世界選手権（中国大会）にも出場した。

### 指導者時代
1991年から1993年に読売ベレーザのプレーイングコーチと読売メニーナのコーチを務めたのち、1994年に日本サッカー協会に就職し、日本女子サッカーリーグ（L・リーグ：当時）事務局委員と協会の女子委員会強化部員を兼任。1999年にU-18日本女子選抜コーチとして第1回adidas Cup参加、2000年にはU-18日本女子選抜監督代行として第2回 Adidas Cup に参加。また日本サッカー協会主催のサッカー教室で全国巡回指導を行った。
2001年から岡山県英田郡美作町（現・美作市）に誕生した岡山湯郷Belleの監督に就任して、宮間あや、福元美穂などの有力選手を育成した。2003年にはL・リーグ参入を果たし、2004年にはL・リーグ2部で優勝して翌2005年のL・リーグ1部昇格を経験した。
2005年8月10日からトルコのイズミルで行われたユニバーシアード世界大会では女子サッカー代表の監督を務め、後に日本女子代表の主力へと成長する近賀ゆかり・岩清水梓・川澄奈穂美らを擁して銅メダルを獲得した。
2007年9月13日、女性指導者としては初となる日本サッカー協会公認S級コーチの資格を取得した。
2011年1月31日、岡山湯郷Belleの監督を退任する旨が発表され、同年2月1日、U-20サッカー日本女子代表コーチに就任した。
2013年、なでしこチャレンジリーグに参加しているAC長野パルセイロ・レディース監督に就任。
2015年10月、プレナスなでしこリーグ2部第26節愛媛FCレディース戦で勝利したことで、AC長野パルセイロ・レディースの優勝が決定し、就任3年目でチームを昇格に導いた。同年11月、2016シーズンの続投が決定した。
2019年12月6日、AC長野パルセイロ・レディースの監督を退任した。
同年12月28日、静岡SSUアスレジーナの監督に就任した。
2022年1月7日、静岡SSUボニータの監督を退任することを発表、同年1月20日にサッカーウズベキスタン女子代表の監督に就任することが発表された。
2024年2月のパリ五輪最終予選ではウズベキスタンをオーストラリア女子代表との決定戦にまで導いた。第1戦では後半28分まで無失点に抑えチームは奮闘したがその後3点を失い、さらに第2戦では10-0の大差で敗北し五輪出場を逃した。
2024年3月9日ジュビロ女子サッカースーパーバイザーに就任し、なでしこ1部に所属する静岡SSUボニータの監督に出向という形で再度就任することが発表された

## 個人成績
| 国内大会個人成績 | 国内大会個人成績                   | 国内大会個人成績 | 国内大会個人成績 | 国内大会個人成績 | 国内大会個人成績 | 国内大会個人成績 | 国内大会個人成績 | 国内大会個人成績 | 国内大会個人成績 | 国内大会個人成績 | 国内大会個人成績 |
| 年度             | クラブ                             | 背番号           | リーグ           | リーグ戦         | リーグ戦         | リーグ杯         | リーグ杯         | オープン杯       | オープン杯       | 期間通算         | 期間通算         |
| 年度             | クラブ                             | 背番号           | リーグ           | 出場             | 得点             | 出場             | 得点             | 出場             | 得点             | 出場             | 得点             |
| 日本             | 日本                               | 日本             | 日本             | リーグ戦         | リーグ戦         | リーグ杯         | リーグ杯         | 皇后杯           | 皇后杯           | 期間通算         | 期間通算         |
| ---------------- | ---------------------------------- | ---------------- | ---------------- | ---------------- | ---------------- | ---------------- | ---------------- | ---------------- | ---------------- | ---------------- | ---------------- |
| 1981             | 清水第八スポーツクラブ             |                  |                  |                  |                  | -                | -                |                  |                  |                  |                  |
| 1982             | 清水第八スポーツクラブ             | 10               |                  |                  |                  | -                | -                |                  |                  |                  |                  |
| 1983             | 清水第八スポーツクラブ             |                  |                  |                  |                  | -                | -                |                  |                  |                  |                  |
| 1984             | 清水第八スポーツクラブ             |                  |                  |                  |                  | -                | -                |                  |                  |                  |                  |
| 1985             | 読売サッカークラブ女子・ベレーザ   |                  | 東京1部          |                  |                  | -                | -                |                  |                  |                  |                  |
| 1986             | 読売サッカークラブ女子・ベレーザ   |                  | 東京1部          |                  |                  | -                | -                |                  |                  |                  |                  |
| 1987             | 読売サッカークラブ女子・ベレーザ   |                  | 東京1部          |                  |                  | -                | -                |                  |                  |                  |                  |
| 1988             | 読売サッカークラブ女子・ベレーザ   |                  | 東京1部          |                  |                  | -                | -                |                  |                  |                  |                  |
| 1989             | 読売サッカークラブ女子・ベレーザ   | 5                | JLSL             | 10               | 0                | -                | -                |                  |                  |                  |                  |
| 1990             | 読売サッカークラブ女子・ベレーザ   | 6                | JLSL             | 15               | 3                | -                | -                |                  |                  |                  |                  |
| 1991             | 読売サッカークラブ女子・ベレーザ   | 6                | JLSL             | 6                | 0                | -                | -                |                  |                  |                  |                  |
| 1992             | 読売日本サッカークラブ女子ベレーザ | 6                | JLSL             |                  |                  | -                | -                |                  |                  |                  |                  |
| 通算             | 日本                               | 日本             | 1部              |                  |                  | -                | -                |                  |                  |                  |                  |
| 通算             | 日本                               | 日本             | 他               |                  |                  | -                | -                |                  |                  |                  |                  |
| 総通算           | 総通算                             | 総通算           | 総通算           |                  |                  | -                | -                |                  |                  |                  |                  |

## タイトル

### クラブ
- 清水第八スポーツクラブ
  - 全日本女子サッカー選手権大会: 4回 (1981、1982、1983、1984)
- 読売サッカークラブ女子・ベレーザ
  - 日本女子サッカーリーグ: 3回 (1990、1991、1992)
  - 全日本女子サッカー選手権大会: 2回 (1988、1989)

## 代表歴
- 1981年6月7日 - 日本女子代表初出場 -  チャイニーズタイペイ戦 (第4回AFC女子サッカー選手権大会 (香港))

### 主な出場歴
- 1981年 - 第4回AFC女子サッカー選手権大会 (香港)
- 1991年 - 第1回女子世界選手権（ワールドカップ）中国大会

### 試合数
| 日本代表 | 国際Aマッチ | 国際Aマッチ |
| 年       | 出場        | 得点        |
| -------- | ----------- | ----------- |
| 1981     | 5           | 0           |
| 1984     | 3           | 0           |
| 1986     | 6           | 0           |
| 1987     | 4           | 0           |
| 1988     | 3           | 0           |
| 1989     | 8           | 0           |
| 1990     | 5           | 0           |
| 1991     | 9           | 0           |
| 通算     | 43          | 0           |

- 出典: なでしこジャパン（日本女子代表）試合別出場記録[21]

### 出場
| #  | 開催日         | 開催地     | 会場                         | 相手                   | 結果        | 監督     | 大会                 |
| -- | -------------- | ---------- | ---------------------------- | ---------------------- | ----------- | -------- | -------------------- |
| 1  | 1981年06月07日 | 香港       |                              | チャイニーズタイペイ   | ●0-1        | 市原聖曠 | アジア選手権         |
| 2  | 1981年06月11日 | 香港       |                              | タイ                   | ●0-2        | 市原聖曠 | アジア選手権         |
| 3  | 1981年06月13日 | 香港       |                              | インドネシア           | ○1-0        | 市原聖曠 | アジア選手権         |
| 4  | 1981年09月06日 | 兵庫県     | 神戸市立中央球技場           | イングランド           | ●0-4        | 市原聖曠 | ポートピア'81        |
| 5  | 1981年09月09日 | 東京都     | 国立西が丘サッカー場         | イタリア               | ●0-9        | 市原聖曠 | ポートピア'81        |
| 6  | 1984年10月17日 | 西安       |                              | イタリア               | ●0-6        | 折井孝男 | 西安招待             |
| 7  | 1984年10月22日 | 西安       |                              | オーストラリア         | ●2-6        | 折井孝男 | 西安招待             |
| 8  | 1984年10月24日 | 西安       |                              | イタリア               | ●1-5        | 折井孝男 | 西安招待             |
| 9  | 1986年01月21日 | ジャカルタ |                              | インド                 | ●0-1        | 鈴木良平 | スハルト大統領夫人杯 |
| 10 | 1986年01月26日 | ジャカルタ |                              | インド                 | ○7-0        | 鈴木良平 | スハルト大統領夫人杯 |
| 11 | 1986年09月18日 | 東京都     | 国立西が丘サッカー場         | イタリア               | ●1-2        | 鈴木良平 | SEIYU CUP            |
| 12 | 1986年12月18日 | 香港       |                              | マレーシア             | ○10-0       | 鈴木良平 | アジア選手権         |
| 13 | 1986年12月21日 | 香港       |                              | タイ                   | ○4-0        | 鈴木良平 | アジア選手権         |
| 14 | 1986年12月23日 | 香港       |                              | 中国                   | ●0-2        | 鈴木良平 | アジア選手権         |
| 15 | 1987年08月04日 | 台北       |                              | チャイニーズタイペイ   | ●1-3        | 鈴木良平 | 国際親善試合         |
| 16 | 1987年08月09日 | 高雄       |                              | チャイニーズタイペイ   | ●1-2        | 鈴木良平 | 国際親善試合         |
| 17 | 1987年12月12日 | 台北       |                              | アメリカ合衆国         | ●0-1        | 鈴木良平 | 中華杯世界大会       |
| 18 | 1987年12月15日 | 高雄       |                              | 香港                   | ○5-0        | 鈴木良平 | 中華杯世界大会       |
| 19 | 1988年06月01日 | 広州       |                              | アメリカ合衆国         | ●2-5        | 鈴木良平 | 広州国際大会         |
| 20 | 1988年06月03日 | 広州       |                              | チェコスロバキア       | ●1-2        | 鈴木良平 | 広州国際大会         |
| 21 | 1988年06月05日 | 広州       |                              | スウェーデン           | ●0-3        | 鈴木良平 | 広州国際大会         |
| 22 | 1989年01月12日 | アモイ     |                              | フィンランド           | ●0-1        | 鈴木良平 | アモイ国際大会       |
| 23 | 1989年01月16日 | アモイ     |                              | 中国                   | ●0-4        | 鈴木良平 | アモイ国際大会       |
| 24 | 1989年12月02日 | 神奈川県   | 平塚競技場                   | オーストラリア         | △2-2        | 鈴木保   | プリマカップ         |
| 25 | 1989年12月04日 | 千葉県     | 習志野市秋津サッカー場       | オーストラリア         | △1-1        | 鈴木保   | プリマカップ         |
| 26 | 1989年12月19日 | 香港       |                              | インドネシア           | ○11-0       | 鈴木保   | アジア選手権         |
| 27 | 1989年12月22日 | 香港       |                              | 香港                   | ○3-0        | 鈴木保   | アジア選手権         |
| 28 | 1989年12月26日 | 香港       |                              | チャイニーズタイペイ   | ●0-1        | 鈴木保   | アジア選手権         |
| 29 | 1989年12月29日 | 香港       |                              | 香港                   | ○9-0        | 鈴木保   | アジア選手権         |
| 30 | 1990年09月06日 | ソウル     |                              | 韓国                   | ○13-1       | 鈴木保   | 国際親善試合         |
| 31 | 1990年09月27日 | 北京       |                              | 中国                   | ●0-5        | 鈴木保   | アジア大会           |
| 32 | 1990年10月01日 | 北京       |                              | 香港                   | ○5-0        | 鈴木保   | アジア大会           |
| 33 | 1990年10月03日 | 北京       |                              | チャイニーズタイペイ   | ○3-1        | 鈴木保   | アジア大会           |
| 34 | 1990年10月06日 | 北京       |                              | 朝鮮民主主義人民共和国 | △1-1        | 鈴木保   | アジア大会           |
| 35 | 1991年04月01日 | ヴァルナ   |                              | フランス               | ●1-3        | 鈴木保   | ヴァルナ国際大会     |
| 36 | 1991年04月03日 | ヴァルナ   |                              | スウェーデン           | △2-2        | 鈴木保   | ヴァルナ国際大会     |
| 37 | 1991年05月26日 | 福岡県     | 平和台陸上競技場             | 朝鮮民主主義人民共和国 | ○1-0        | 鈴木保   | アジア選手権         |
| 38 | 1991年06月03日 | 福岡県     | 平和台陸上競技場             | シンガポール           | ○10-0       | 鈴木保   | アジア選手権         |
| 39 | 1991年06月06日 | 福岡県     | 東平尾公園博多の森陸上競技場 | チャイニーズタイペイ   | △0-0(PK5-4) | 鈴木保   | アジア選手権         |
| 40 | 1991年08月21日 | 大連       |                              | 中国                   | △0-0        | 鈴木保   | 国際親善試合         |
| 41 | 1991年11月17日 | 仏山       |                              | ブラジル               | ●0-1        | 鈴木保   | 世界選手権           |
| 42 | 1991年11月19日 | 仏山       |                              | スウェーデン           | ●0-8        | 鈴木保   | 世界選手権           |
| 43 | 1991年11月21日 | 仏山       |                              | アメリカ合衆国         | ●0-3        | 鈴木保   | 世界選手権           |

## 著書
- 本田美登里、鈴木利宗 『なでしこという生き方―日本女子サッカーを拓いたひとりの女性の物語』セブン&アイ出版、2012年 ISBN 978-4860086022